# Bartnica (przystanek kolejowy)
Bartnica – przystanek kolejowy w Świerkach, w województwie dolnośląskim.
Przez przystanek biegnie linia kolejowa nr 286, reaktywowana w 2009 r. po trzech latach przerwy.

## Ruch pasażerski
| Rok  | Wymiana pasażerska na dobę |
| ---- | -------------------------- |
| 2017 | 20-49                      |
| 2022 | 10-19                      |